# Lisânias
Lisânias foi um tetrarca de Abilene, na Síria.
Ele é mencionado no Evangelho de Lucas como tetrarca de Abilene, no décimo-quinto ano de Tibério, quando Pôncio Pilatos era governador de Judeia, Herodes Antipas tetrarca da Galileia, Filipe, irmão de Herodes Antipas, tetrarca da Itureia e Traconites e Anás e Caifás os principais sacerdotes; foi nesta época que João Batista, filho de Zacarias, iniciou suas pregações.
A relação deste Lisânias com Lisânias, rei de Cálcis da Celessíria e tetrarca de Abilene, citado por Flávio Josefo e Dião Cássio, e que teria reinado por volta de 40 a.C., não foi claramente estabelecida.[carece de fontes?]